# کیه‌کیه
کیه کیه نام یک آلبوم استودیویی با زیرعنوان «انتخابی ۸»، شامل ۶ تک‌آهنگ با صدای ۶ خواننده پاپ مختلف شامل هایده، ستار، ابی، مهستی، امیر آرام و کیوان رزازیان است که در سال ۱۹۸۶ میلادی (۱۳۶۵ خورشیدی) توسط شرکت ترانه روی نوار کاست به شماره ۱۴۵ منتشر شده‌است. در دهه ۸۰ میلادی تک‌آهنگهای خوانندگان به صورت مشترک در قالب نوار کاست منتشر می‌شدند.

## لیست ترانه‌ها
در آلبوم «کیه کیه» ۶ ترانه بر روی اول و روی دوم نوار کاست ضبط شده‌است. نام ترانه‌ها بر اساس توضیحات روی جلد، به شرح جدول زیر است.
| روی نوار    | شماره | نام ترانه   | خواننده         | ترانه‌سرا        | آهنگساز         | تنظیم کننده   | مدت (دقیقه) |
| ----------- | ----- | ----------- | --------------- | --------------- | --------------- | ------------- | ----------- |
| روی اول (A) | ۱     | افسانه هستی | هایده           | هما میرافشار    | آندرانیک        | آندرانیک      | ۵:۵۷        |
| روی اول (A) | ۲     | کیه کیه     | ستار            | [علی اکبر] شیدا | [علی اکبر] شیدا | ناصر چشم‌آذر*  | ۵:۰۴        |
| روی اول (A) | ۳     | منو ببخش    | ابی             | اردلان سرفراز   | آندرانیک        | آندرانیک      | ۴:۱۵        |
| روی دوم (B) | ۱     | بگذر        | مهستی           | پرویز خطیبی     | جمشید شیبانی    | بهروز پناهی   | ۴:۴۶        |
| روی دوم (B) | ۲     | یار مرا     | امیر آرام       | مولانا          | امیر آرام       | امیر آرام     | ۶:۲۷        |
| روی دوم (B) | ۳     | در بدری     | کیوان [رزازیان] | مسعود امینی     | منوچهر چشم‌آذر   | منوچهر چشم‌آذر | ۵:۵۲        |

## توضیحات ترانه‌های آلبوم کیه کیه (انتخابی ۸)
افسانه هستی
- ترانه افسانه هستی بیشتر با نام «عشق اگه روز ازل» که کلمات ابتدایی مطلع ترانه هستند، شناخته می‌شود. مطلع ترانه: «عشق اگه روز ازل در دل دیوانه نبود / تا ابد زیر فلک ناله مستانه نبود
- ترانه‌های هم‌نام: سه ترانه به نسبت مشهور همنام با ترانه «افسانه هستی» وجود دارند، که ممکن است با این ترانه با صدای هایده اشتباه شوند:
  1. خواننده: بانو شمس (لعیا شمسی)، ترانه‌سرا: تورج نگهبان، آهنگساز: حبیب‌الله بدیعی با مطلع: «در شام سیه مانده به ره / رهگذری به ره مستی»
  2. خواننده: دلکش، آهنگ: نیلوفر، شعر: ابوالحسن ورزی، با مطلع: «ندانم ماجرای زندگانی خیالی بود یا افسانه ای بود» (این آواز، افسانه حیات نیز نامیده شده‌است)
  3. خواننده: ستار / فریدون فرخزاد، (دو اجرای مجزا)، ترانه‌سرا: تورج نگهبان، آهنگساز: لقمان ادهمی، تنظیم: محمد شمس، مطلع ترانه: «گذشت افسانه این عمر کوتاه/ نشد کس از دل تنگ من آگاه»

کیه کیه
- اجرای اولیه: ترانه «کیه کیه» یا «کیه در می‌زنه»[۳] ترانه‌ای سروده و ساختهٔ علی اکبر شیدا است که به نام «عقرب زلف کجت» نیز مشهور است.[۶] در برخی از منابع، شعر این ترانه را به ناصرالدین شاه قاجار منسوب می‌دانند.[۶] در کتاب سرگذشت موسیقی ایران، روح‌الله خالقی می‌نویسد: این تصنیف در پرده بیداد [در دستگاه همایون] به وزن سه‌ضربی سنگین اجرا می‌شود و گوینده شعر و سازنده آهنگ آن معلوم نیست.[۷]
- تنظیم کننده: با اینکه در توضیحات روی جلد نوار کاست، نام آندرانیک [آساطوریان] به عنوان تنظیم‌کننده ترانه کیه کیه درج شده‌است ولی در وبسایت رسمی ناصر چشم‌آذر در ذیل نام ترانه با عنوان «کیه کیه در می‌زنه» نام ناصر چشم‌آذر به عنوان تنظیم کننده درج شده‌است،[۸] که این مورد نیازمند راستی آزمایی است.
- سال انتشار: با توجه به وبسایت رسمی ناصر چشم‌آذر، ترانه کیه کیه در سال ۱۳۶۱ خورشیدی منتشر شده‌است.[۸]
- بازخوانی‌های رسمی:
  - قدیمی‌ترین اجرای موجود از ترانهٔ کیه کیه، با صدای بانو غزال (لیلی قوانلو) بر روی صفحات سنگی ۷۸ دور با لیبل شهرزاد منتشر شده‌است.[۹]
  - پوران در برنامه گلهای رنگارنگ شماره ۳۲۷[۱۰]
  - حسین تهرانی در آلبوم "آوای حسین تهرانی» (ضبط شده در دههٔ ۱۳۳۰)
  - سیما مافیها در آلبوم «تصنیفهای شیدا-عارف» با تنظیم اسماعیل واثقی نشر کانون پرورش فکری کودکان و نوجوانان سال ۱۳۵۷
  - ستار در آلبوم کیه کیه (انتخابی ۸) با تنظیم ناصر چشم‌آذر در سال ۱۳۶۱
  - ایرج بسطامی در آلبوم بوی نوروز با عنوان تصنیف اصفهان در سال ۱۳۷۱
  - مهستی و ستار در آلبوم «بزم بهار عاشقان» اجرا در نوروز ۱۳۷۵ در تلویزیون طنین، نشر شرکت کلتکس ریکودرز
  - گروه «شی با هی» (مهرانا و فریبرز)، اسفندیار دیزانی و سوگند نیز این ترانه را بازخوانی کرده‌اند.
- ترانه مشهوری با نام «کیه کیه» نیز با صدای گوگوش در سال ۱۳۵۱ منتشر شده‌است که ترانه‌ای کاملاً متفاوت، با آهنگسازی حسن شماعی‌زاده و شعری از اردلان سرفراز می‌باشد.[۱۱]

منو ببخش
- این ترانه در سال ۱۹۹۱ در آلبوم کوه یخ بر روی سی دی توسط شرکت ترانه بازنشر شده‌است

یار مرا
- شعر ترانه: شعر ترانه یار مرا، غزل شمارهٔ ۳۷ از غزلیات دیوان شمس مولانا با مطلع «یار مرا غار مرا عشق جگرخوار مرا» است.[۱۲] در این ترانه از تمام ابیات آن بجز بیت «حجره خورشید تویی خانه ناهید تویی / روضهٔ امید تویی راه ده ای یار مرا» اجرا شده‌است.

همچنین دو بیت زیر که در دیوان شمس نیستند و تنها منتسب به مولانا هستند به صورت آواز اجرا شده‌اند:
| گفتمش ای جان جهان، مفلس و بی‌مایه شدم   |  | گفت منم مایه تو، نیک نگهدار مرا   |
| خواند مرا، خواند مرا، گفت بیا، گفت بیا |  | می‌روم ای وای بمن، گر ندهد بار مرا |

دربدری
بازنشر: ترانه دربدری در سال ۱۹۹۳ میلادی در آلبوم جنگل (آلبوم شماره ۲۹۵ شرکت ترانه) بازنشر شده‌است. نام هنری خواننده ترانهٔ دربدری، کیوان (K-1) با نام کامل کیوان رزازیان است که پیش از انقلاب در شوی تلویزیونی زنگوله‌ها با نام محمود فعالیت داشته‌است.

## دیگر مشخصات آلبوم
- استودیوها و مهندسین ضبط:

1. هیت سیتی وست (Hit City West)، جِیسون بِل (Jason Bell)
2. وِست وُرلد ریکوردز (West World Recorders)، راس میچل (Russ Mitchelle)

- طراحی جلد آلبوم: کوروش انگالی
- تهیه‌کنندگان: جهانگیر طبریایی، وارطان آوانسیان
- ناشر: شرکت ترانه (Taraneh Enterprises Inc. 1986, USA ©℗)

## دیگر منابع
- مشخصات روی جلد نوار کاست «کیه کیه (انتخابی ۸)»، نشر شرکت ترانه
- توضیحات روی جلد آلبوم «کوه یخ» با صدای ابی، نشر شرکت ترانه